# Мечебилове
Мечеби́лове — село в Україні, у Барвінківській міській громаді Ізюмського району Харківської області. Населення становить 652 осіб. До 2020 орган місцевого самоврядування — Мечебилівська сільська рада.

## Географія
Село Мечебилове знаходиться в місці злиття річок Самарка і Бритай, за 0,5 км від каналу Дніпро-Донбас, на протилежному березі каналу знаходиться село Федорівка, є міст. На річці Самарка зроблена загата (~ 7 га). Поруч проходить автомобільна дорога Р79.

## Історія
- Біля села Мечебилове розкопані 4 кургани і виявлено понад 20 поховань, з них 19 відноситься до бронзової доби (III-II тис. до н. е.) і одне до досарматських часів (II ст. н. е.).
- Мечебилова слобода:

 Мечебилове спочатку стала населяти княгиня Мечебилова, і від неї отримала свою назву. Указом Азовської губернської канцелярії 1782 року наказано: в Торському повіті, під слободою Мечебилове княгині генерал-майорші Мечебиловій, землю 1000 десятин, з 1783 року покласти в оклад, і стягувати в рік «за десятину по п'яти грошей». 
- 1817 — поміщик Федір Петрович Кукіль-Яснопольский побудував кам'яний храм, в ім'я Праведного Йосипа Обручника.
- Село постраждало внаслідок геноциду українського народу, проведеного урядом СРСР в 1932—1933 роках, кількість встановлених жертв — 173 людей[3].
- 12 червня 2020 року, відповідно до Розпорядження Кабінету Міністрів України  № 725-р «Про визначення адміністративних центрів та затвердження територій територіальних громад Харківської області», увійшло до складу Барвінківської міської територіальної громади[4].
- 19 липня 2020 року, в результаті адміністративно-територіальної реформи та ліквідації Барвінківського району, село увійшло до складу Ізюмського району[5].

## Населення

### Мова
Розподіл населення за рідною мовою за даними перепису 2001 року:
| Мова       | Кількість | Відсоток |
| ---------- | --------- | -------- |
| українська | 615       | 94.33%   |
| російська  | 34        | 5.22%    |
| білоруська | 1         | 0.15%    |
| вірменська | 1         | 0.15%    |
| гагаузька  | 1         | 0.15%    |
| Усього     | 652       | 100%     |

## Економіка
- Лан, агрофірма, ТОВ.
- В селі є кілька молочнотоварних ферм.
- Глиняний кар'єр.
- Лікарня.

## Культура
- Школа
- Клуб
- Дитячий сад

## Пам'ятки
- Йосипо-Обручницька церква. 1817 р. (Ампір в Україні)
- Орнітологічний заказник місцевого значення «Куплеватське». Мілководне озеро з заболоченими берегами на дні степової балки на правому березі річки Бритай. Місто гніздування та міграційних скупчень птахів водно-болотного і лугового комплексів (гусей, качок, лебедів, чапель, чайок, крячок, куликів). На території заказника гніздяться рідкісні види, занесені до Європейського Червоного списку (деркач), у Червоний список Харківщини (пірникоза сірощока, пірникоза мала, бугай, бугайчик, лебідь-шипун, польовий лунь, боривітер звичайний, сова болотяна, вусата синиця). Тут розмістилася колонія крячок (к. Чорна, к. Білокрила, к. Білощока) і локальне поселення індійської очеретянки.[7]

## Відомі люди
Уродженцями села є Перевозний Михайло Іванович (1918—1944) — Герой Радянського Союзу, Галазій Григорій Іванович (1922–2000) — академік Російської академії наук, директор Лімнологічного інституту на Байкалі.